# El baile de los que sobran
El baile de los que sobran (« La danse des laissés-pour-compte ») est le troisième single de l'album Pateando piedras du groupe chilien Los Prisioneros. Sortie en 1986, elle est considérée comme la chanson la plus importante du groupe et un des plus grands classiques de la musique populaire chilienne. Elle a été écrite et composée par Jorge González.

## Description

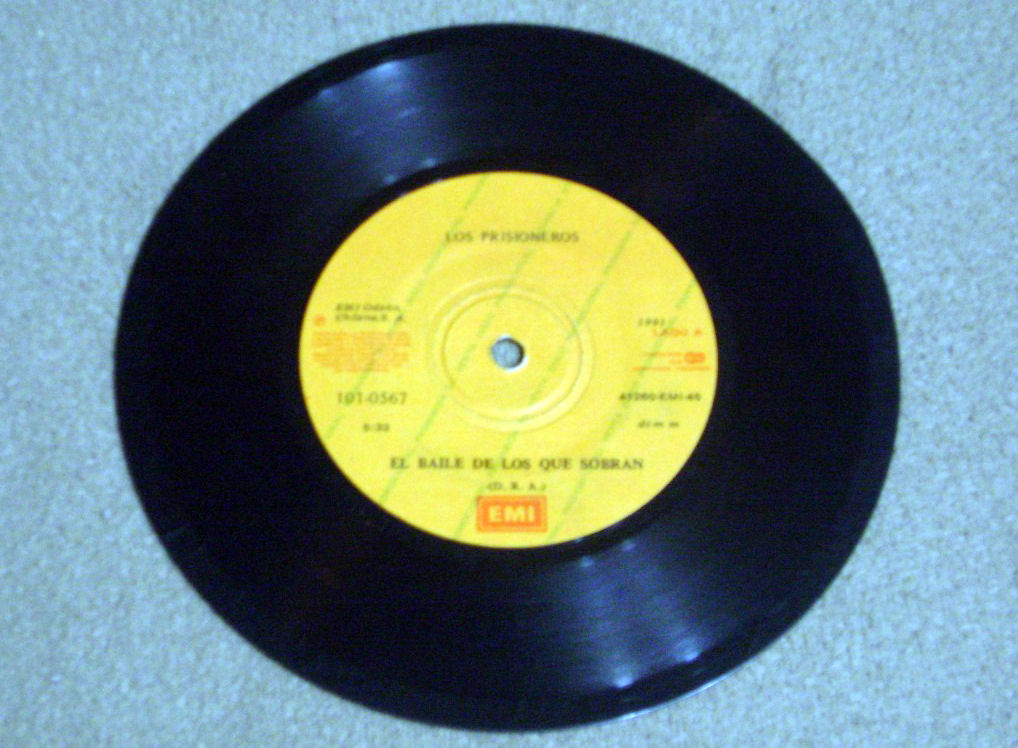
El baile de los que sobran, vinyle promotionnel de 7 pouces.

Sortie en 1986, la chanson est devenue un des grands classiques de la musique populaire chilienne. Elle aborde le thème des inégalités sociales, à commencer par l'éducation. « La danse des laissés-pour-compte » évoque ces jeunes de classe populaire qui, une fois diplômés, se rendent compte que leurs possibilités de travail ou d'accès à l'éducation supérieure sont très limitées, du fait des manques de moyens de l'enseignement public.
« La danse... » évoque ceux qui se retrouvent chômeurs ou frustrés (« Encore une nuit à marcher, encore une fin de mois sans nouveauté »), et qui n'ont rien d'autre à faire que « taper dans les pierres », c'est-à-dire ne rien faire.

## Références culturelles

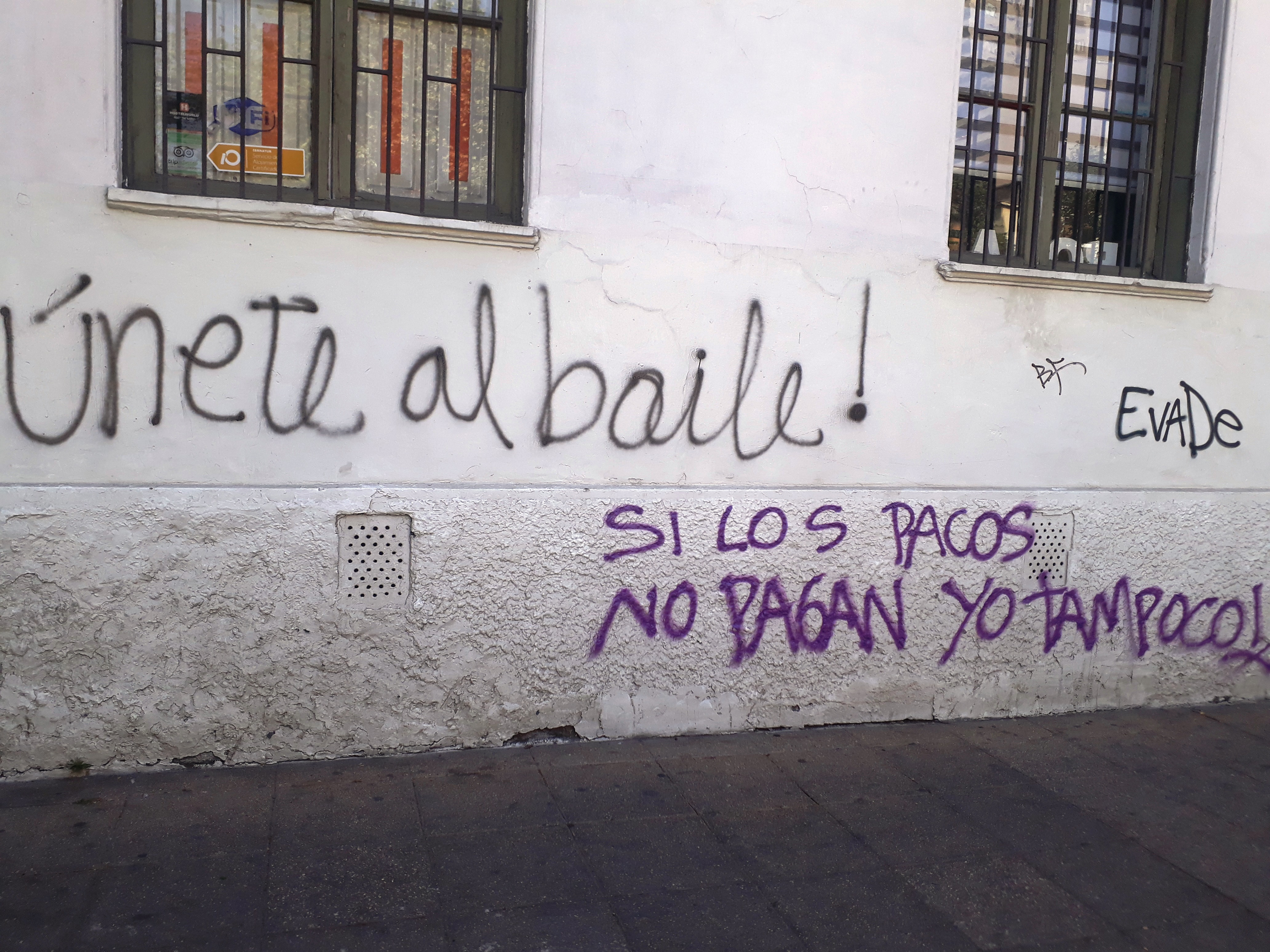
Graffiti inspiré de la chanson réalisé à Santiago durant les manifestations chiliennes de 2019.